# Rimo Hunt
Rimo Hunt (Haapsalu, 5 novembre 1985) è un calciatore estone, attaccante del Puuma Tallinn.

## Carriera

### Club
Dopo aver giocato in squadre minori, nel 2011 approda al Kalev Tallinn, società di seconda divisione estone. Realizza una doppietta all'esordio contro il Lootus (2-2) e in seguito si rende protagonista delle partite contro Warrior (12-0, cinquina), Pärnu (1-0), TJK Legion (1-0), Flora II (0-6, tripletta), Pärnu (4-5, poker) e Warrior (0-9, tripletta). A fine stagione conta 35 reti in 30 giornate di campionato, consentendo alla sua squadra di vincere il campionato e ottenere la promozione in prima divisione. Inoltre si posiziona alle spalle di Maksim Rõtškov nella classifica marcatori dell'Esiliiga.
Il 9 febbraio del 2012 passa al Levadia Tallinn, in prima divisione. Esordisce titolare alla prima giornata di campionato contro il Nõmme Kalju (0-0). Il 7 aprile 2012 si sblocca andando in gol contro il Viljandi (0-3) e in seguito realizza tre doppiette contro Kuressaare (0-2), Viljandi (0-5) e Trans Narva (0-6). A fine stagione il Levadia vince la Coppa d'Estonia 2012, mentre Hunt conta 11 marcature in 35 partite di campionato. Nell'estate del 2012 esordisce in Europa League giocando contro il Šiauliai (2-1).
Nella stagione seguente realizza 22 gol in 34 incontri di campionato, arrivando al secondo posto tra i capocannonieri del torneo estone: le reti più importanti sono messe a segno contro Tammeka (3-1, doppietta), Nõmme Kalju (1-0), Kalev Tallinn (1-0; 1-4, tripletta; 5-0, doppietta), Flora (5-0, doppietta) e Kuressaare (2-4, tripletta). A fine stagione il Levadia vince il campionato estone.
Nell'edizione 2013-2014 dell'Europa League, Hunt sigla tre reti ai gallesi del Bala Town (3-1).

### Nazionale
Esordisce il 3 giugno 2013 contro la Bielorussia (0-2).

## Palmarès

### Club

#### Competizioni nazionali
- Esiliiga: 1

Kalev Tallinn: 2011
- Coppa d'Estonia: 1

Levadia Tallinn: 2011-2012
- Campionato estone: 2

Levadia Tallinn: 2013
Nõmme Kalju: 2018
- Supercoppa d'Estonia: 1

Levadia Tallinn: 2018